# لورا ماري غرينوود
لورا ماري غرينوود (بالإنجليزية: Laura Marie Greenwood)‏ هي رسامة أمريكية، ولدت في 1897، وتوفيت في 1951.